# 尖尾褐環蝶屬
尖尾褐環蝶屬（學名：Bia）是閃蝶亞科大翅環蝶族中的一個屬。分佈於新熱帶界。寄主植物為禾本科植物。

## 物種
- 尖尾褐環蝶 （Bia seleucida）(Linnaeus, 1763)
- Bia peruana Röber, 1904